# Cine Monterrey
El Cine Monterrey fue una sala de cine de verano situada en la avenida de Valencia número 4 de Puebla Larga (Valencia), España.

## Edificio
Fue proyectado en la década de 1950 por el arquitecto valenciano Juan Guardiola, el cual también proyectó otros cines de verano como el Cine California de Villanueva de Castellón o el Cine Casablanca de Alcira. 
El edificio posee algún rasgo del racionalismo arquitectónico, aun así, se trata de una obra menor del célebre arquitecto. El Monterrey acogia representaciones teatrales, proyeciones de cine, actuaciones musicales, etc. 
Cerró sus puertas a finales de los años 80. En el año 2010, el propietario del cine era el Ayuntamiento de Puebla Larga, que lo sometió a un proceso de restauración y rehabilitación que conservó únicamente la fachada. En la actualidad sigue siendo de propiedad municipal y el consistorio quiere ubicar en el edificio un museo local.